# Заддем, Мутез
Мутез Заддем (араб. معتز الزدام‎; род. 5 января 2001, Сус, Тунис) — тунисский футболист, полузащитник клуба «Валмиера» и сборной Туниса.

## Карьера

### «Валмиера»
В марте 2020 года перешёл из молодёжной команды «Этуаль дю Сахель» в латвийскую «Валмиеру». Дебютировал в Высшей лиге Латвии 15 июня 2020 года в матче с «Ригой». В августе 2020 года сыграл в квалификации Лиги Европы УЕФА в матче с «Лехом».
По возвращении из аренды в Тунис, дебютировал в квалификации Лиги Конференций УЕФА с «Судувой».

### «Этуаль дю Сахель»
В сентябре 2021 года отправился в аренду в «Этуаль дю Сахель». Дебютировал в Лиге 1 в октябре 2021 года в матче с «Клуб Африкен». В Лиге Чемпионов КАФ сыграл в матче группового этапа с «Белуиздад».

## Карьера в сборной
Играл за сборную Туниса до 20 лет. В 2021 году был вызван в первую команду страны. Дебютировал на международном уровне в групповом этапе Кубка арабских наций против сборной Сирии, заменив Ферджани Сасси.